# 대한민국 민법 제1031조
대한민국 민법 제1031조는 한정승인의 대한 피상속인의 의무에 대한 대한민국 민법 상속법 조문이다.

## 조문
제1031조(한정승인과 재산상 권리의무의 불소멸) 상속인은 상속으로 인하여 취득할 재산의 한도에서 피상속인의 채무와 유증을 변제할 것을 조건으로 상속을 승인할 수 있다.

## 판례
1. 대법원 2016. 5. 24. 선고 2015다250574 판결

2. 대법원 2010. 3. 18. 선고 2007다77781 전원합의체 판결

3. 대법원 1995. 5. 12. 선고 93다48373 판결

## 같이 보기
- 상속
- 유증
- 변제